# Walter Seiz
Walter Gustav Seiz (* 24. September 1885 in Karlsruhe; † 27. Oktober 1966 in München) war ein deutscher Elektrotechniker.

## Leben
Während seines Studiums wurde er 1903/04 Mitglied der Landsmannschaft Fidelitas Karlsruhe. 
Seitz übernahm 1912 bei Brown, Boveri & Cie. in Baden die Berechnung von Drehstrom-Kommutatormaschinen, insbesondere der Scherbius-Maschinen, nachdem der Büroleiter und Oberingenieur Arthur Scherbius die Firma verlassen hatte. Dort fertigte er auch eine Dissertation zum Thema Theorie des asynchronen Frequenzwandlers an.
1929 wurde er an der Technischen Hochschule Danzig auf den Lehrstuhl für Elektrische Maschinen berufen, wo er bis Kriegsende blieb. Im November 1933 unterzeichnete er das Bekenntnis der deutschen Professoren zu Adolf Hitler.
Nach dem Zweiten Weltkrieg wurde er 1946 an der Technischen Hochschule München auf den Lehrstuhl für Elektrische Maschinen berufen. Sein besonderes Interesse galt den Drehstrom-Hintermaschinen.

## Werke
- Der asynchrone Einankerumformer (Frequenzumformer); Berlin, Springer, 1914
- Einführung in den Elektromaschinenbau und in die elektromotorischen Antriebe; Berlin, Elsner, 1944
- Leitfaden für den Elektromaschinenbau
- Die Kommutatorkaskade für konstante Leistung; In Archiv für Elektrotechnik, Volume 20, Number 3 / Mai 1928